# Tipula yusou
Tipula yusou är en tvåvingeart som beskrevs av Alexander 1914. Tipula yusou ingår i släktet Tipula och familjen storharkrankar. Inga underarter finns listade i Catalogue of Life.